# Charité
Pour les articles homonymes, voir Charité (homonymie).

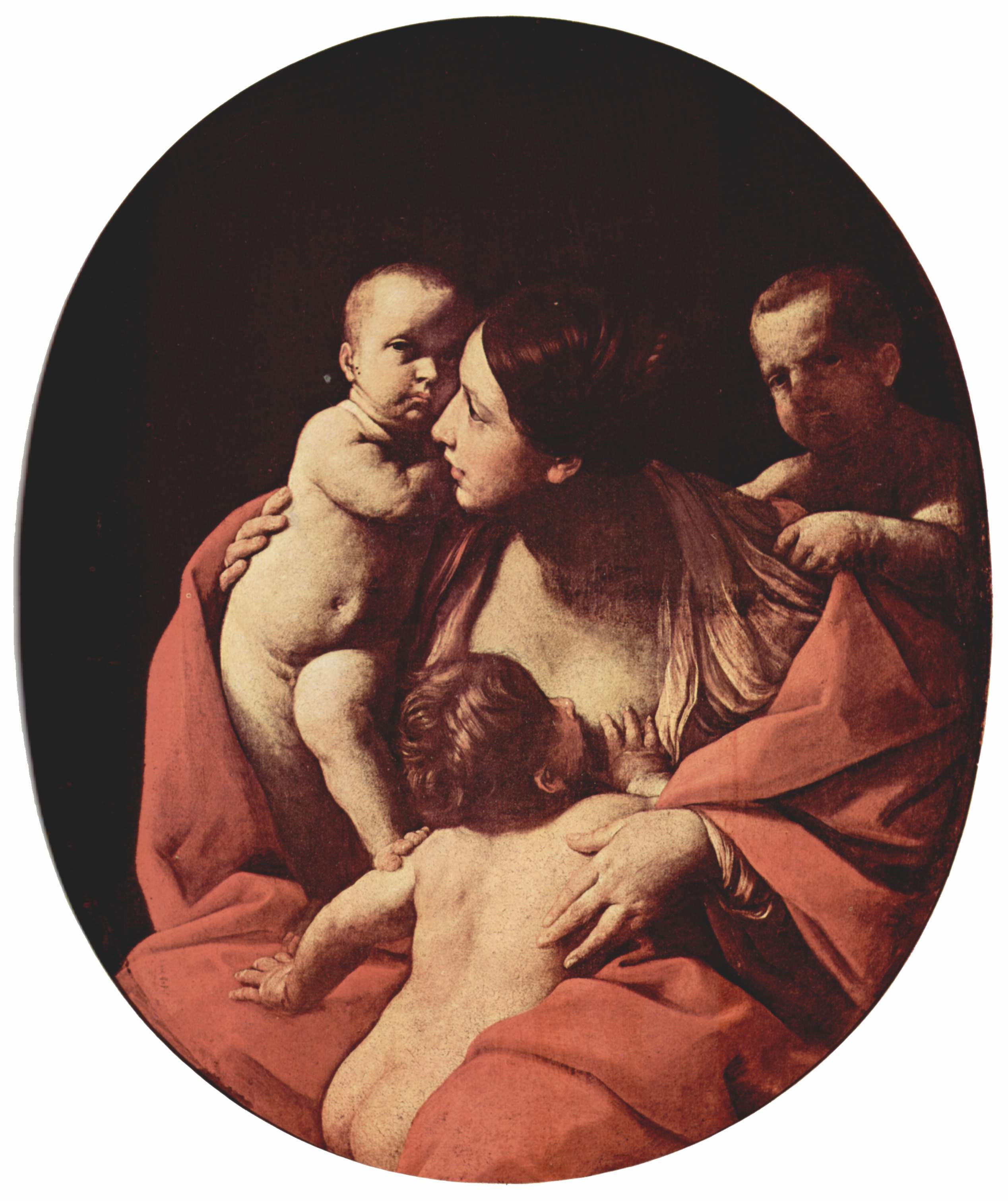
Guido Reni, La Charité, palais Pitti.

La charité est synonyme de justice dans le judaïsme, selon le commandement divin, et s'inscrit dans le principe de la tsedaka. Dans la théologie chrétienne, la charité se définit comme l'amour humain envers son prochain en tant que créature de Dieu. La charité est en outre l'une des trois vertus théologales du christianisme, aux côtés de la foi et de l'espérance.
Dans le langage ordinaire, la charité est une vertu qui porte à désirer et à faire le bien d'autrui.

## Étymologie
Le mot « charité » est la francisation du caritas,-atis, signifiant d'abord « cherté », puis « amour ». Cicéron prônait la « caritas generis humani » (« amour du genre humain »). C'est par le mot caritas que Jérôme de Stridon, dans la Vulgate, traduit le mot ἀγάπη / agapè du Nouveau Testament.
Le terme hébreu correspondant est hessed (חסד), qui signifie « générosité, bonté, bienveillance, grâce, miséricorde », ou « amour » selon le dictionnaire Brown-Driver-Briggs.

## Judaïsme

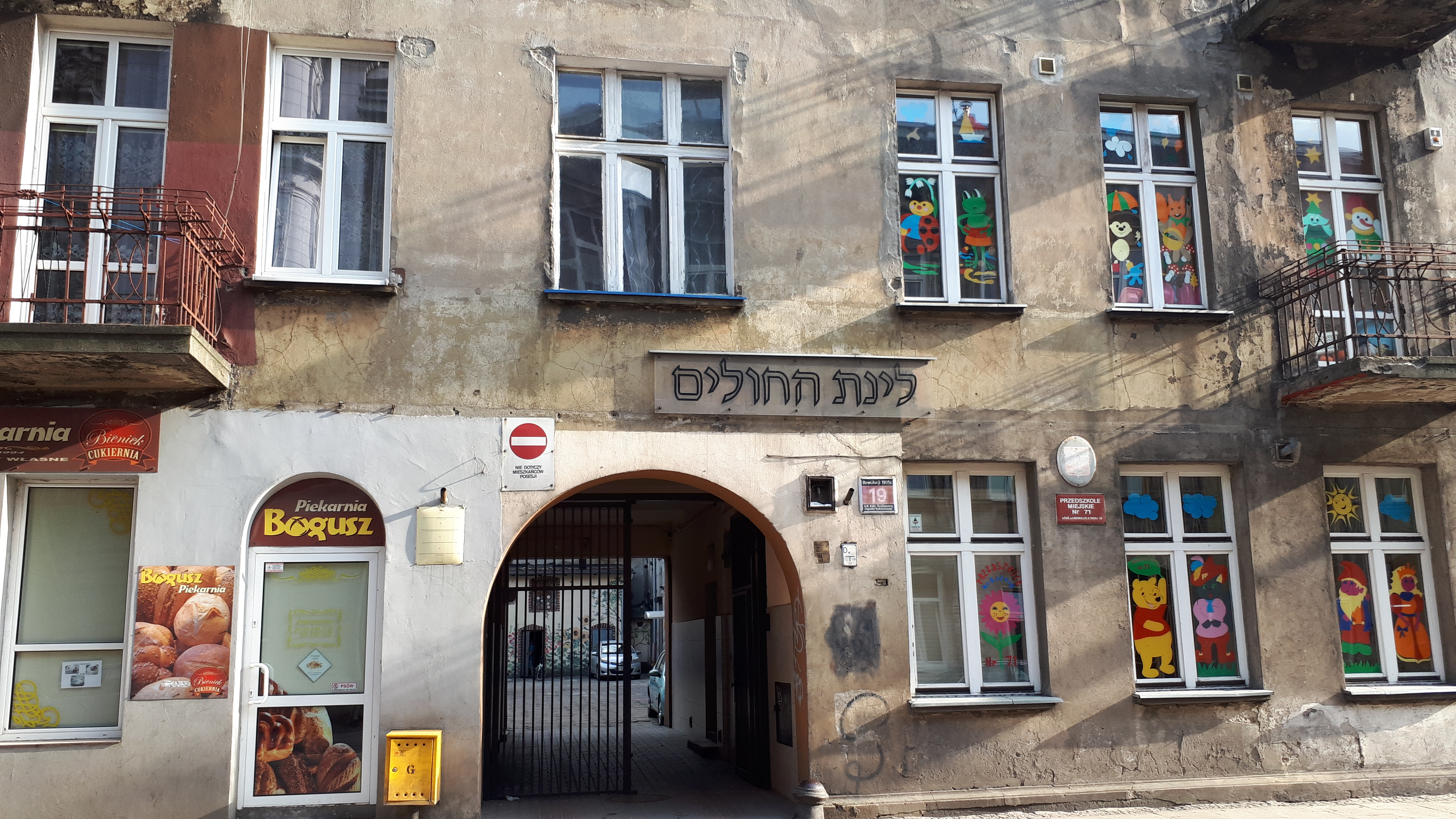
Enseigne originale (sécurisée avec du Plexiglas) sur la maison Linat Hacholim de charité juive, dédiée aux malades, nécessiteux et retraités, à Łódź (Pologne)

### Lehessed
Le concept de hessed (charité, bonté, amour de Dieu et du prochain) apparaît 246 fois dans la Torah. Pour autant, le hessed s'inscrit dans le principe juif plus large de la tsedaka qui signifie « justice » et « droiture », et qui est une mitzvah (c'est-à-dire l'un des 613 Commandements) et une bonne action que tout Juif doit accomplir tout au long de sa vie. Il relève de l'ensemble des Gemilut Hasadim (de gamol « accomplir, payer » et de hessed) qui constituent les « actes de bienfaisance » dont tout Juif doit s'acquitter.
Dès le commencement de la prière du matin, l'homme juif dit : « Voici les devoirs (à accomplir), qui n'ont pas de limites (fixées par la Torah) : l'abandon de l'angle du champ aux nécessiteux lors de la moisson (Lév, XIX, 9-10;22 ) ; l'offrande des Prémices et le sacrifice, lors des visites au Temple à l'occasion des fêtes de pèlerinage ; les actes de charité et l'étude de la Torah ». Et puis :

« Voici les devoirs qui donnent à l'homme une jouissance dans ce monde (ici-bas), mais dont le fonds lui en reste conservé (afin d'en jouir) dans le monde futur : la piété envers père et mère, la pratique de la charité, la fréquentation de la Maison d’Étude, matin et soir, l'hospitalité, la visite des malades, l'assistance au mariage (des indigents), la conduite du mort (à sa sépulture), le recueillement dans la prière, la médiation de la paix entre un homme et son prochain (et entre les époux) mais l'étude de la Torah équivaut à tous (les autres devoirs ci-devant énoncés) »,. »

### Selon Maïmonide

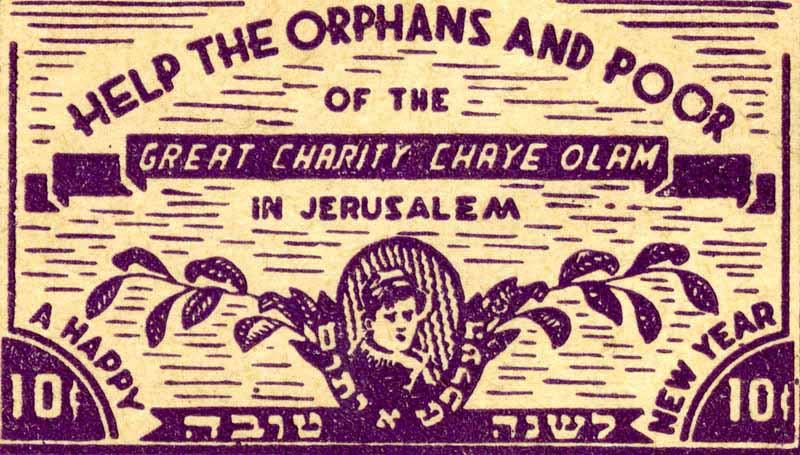
Timbre-vignette au bénéfice des orphelins et des nécessiteux de Charity Chaye Olam à Jérusalem, années 1940

Pour Maïmonide, il existe huit niveaux de charité, chacun supérieur au suivant.
Le niveau le plus élevé consiste à soutenir un ami juif en lui offrant un cadeau ou un prêt, en formant un partenariat avec lui ou en trouvant du travail pour lui.
Un niveau de charité inférieur à celui-ci est de donner aux pauvres sans savoir à qui l'on donne et sans que le destinataire sache de qui il a reçu le don ; de cette manière une mitzvah est exécutée exclusivement « pour le bien du Ciel », « comme le fonds anonyme qui se trouvait dans le Temple sacré, où [aussi] les Tsadikim [hommes justes] ont donné en secret et les pauvres en ont profité de manière discrète. Faire un don à un fonds de bienfaisance est similaire à ce mode de bienfaisance ».

### Charité et justice

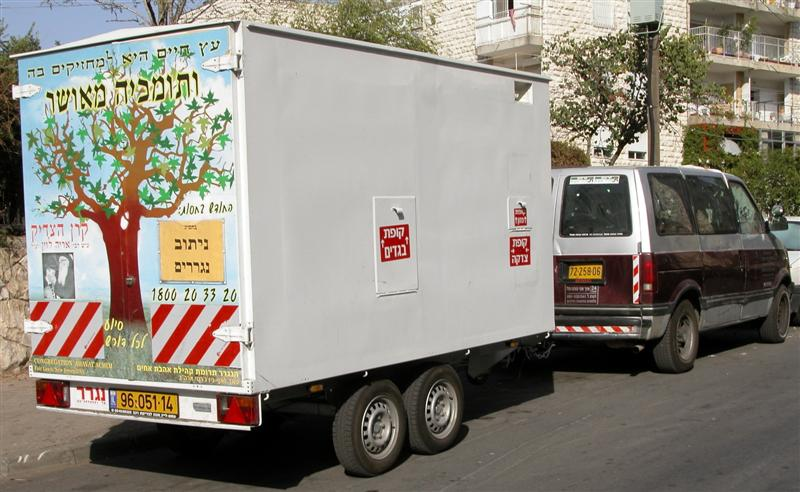
Camion collectant et distribuant des dons de bienfaisance en Israël, 2006.

Le judaïsme a tendance à écarter le terme de « charité » en raison de sa connotation peut-être condescendante car le possesseur de biens n'en est en réalité que le dépositaire par la bienveillance divine, et s'il est juste et droit (et non pas charitable ou généreux), il doit faire acte de justice en les redistribuant à autrui. Il ne s'agit pas d'un acte arbitraire mais d'un devoir naturel et d'une obligation philosophique de justice légale, sociale et morale, d'un acte méritoire pour le Juif qui reconnaît son devoir en tant qu'homme et en tant que juif : il rend ce qui est légitimement dû à autrui. De cette façon, il aide à corriger les inégalités et réalise une partie du Tikkoun Olam, la réparation du monde,.
Dans cette perspective, même le pauvre qui vit de la tsedakah (donc de l'aumône d'autrui) doit lui-même se montrer juste et accomplir la mitzvah de redistribuer une partie de ce qu'il a obtenu. Dans le judaïsme, le don s'étend au-delà des richesses matérielles : cela peut être du temps, des soins, de l'attention, de l'hospitalité... Tout le monde peut être « charitable » : riches ou pauvres, tous ont l'opportunité de devenir « partenaires de Dieu », dans la nourriture du monde et la création, en formant une chaîne qui obéit au commandement divin. En accomplissant ce devoir de justice, chacun permet à autrui d'y participer : le pauvre aide le riche en ceci qu'il lui permet d'accomplir sa mitzvah :

« Bien plus que le riche fait pour le pauvre, le pauvre accomplit pour le riche »,,. »

## Christianisme

### Vertu théologale

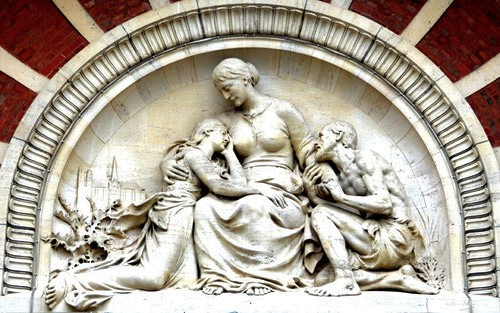
La Charité accueillant deux malades par Albert Roze (1891). Fronton de l'hôpital Philippe-Pinel à Dury (Somme).

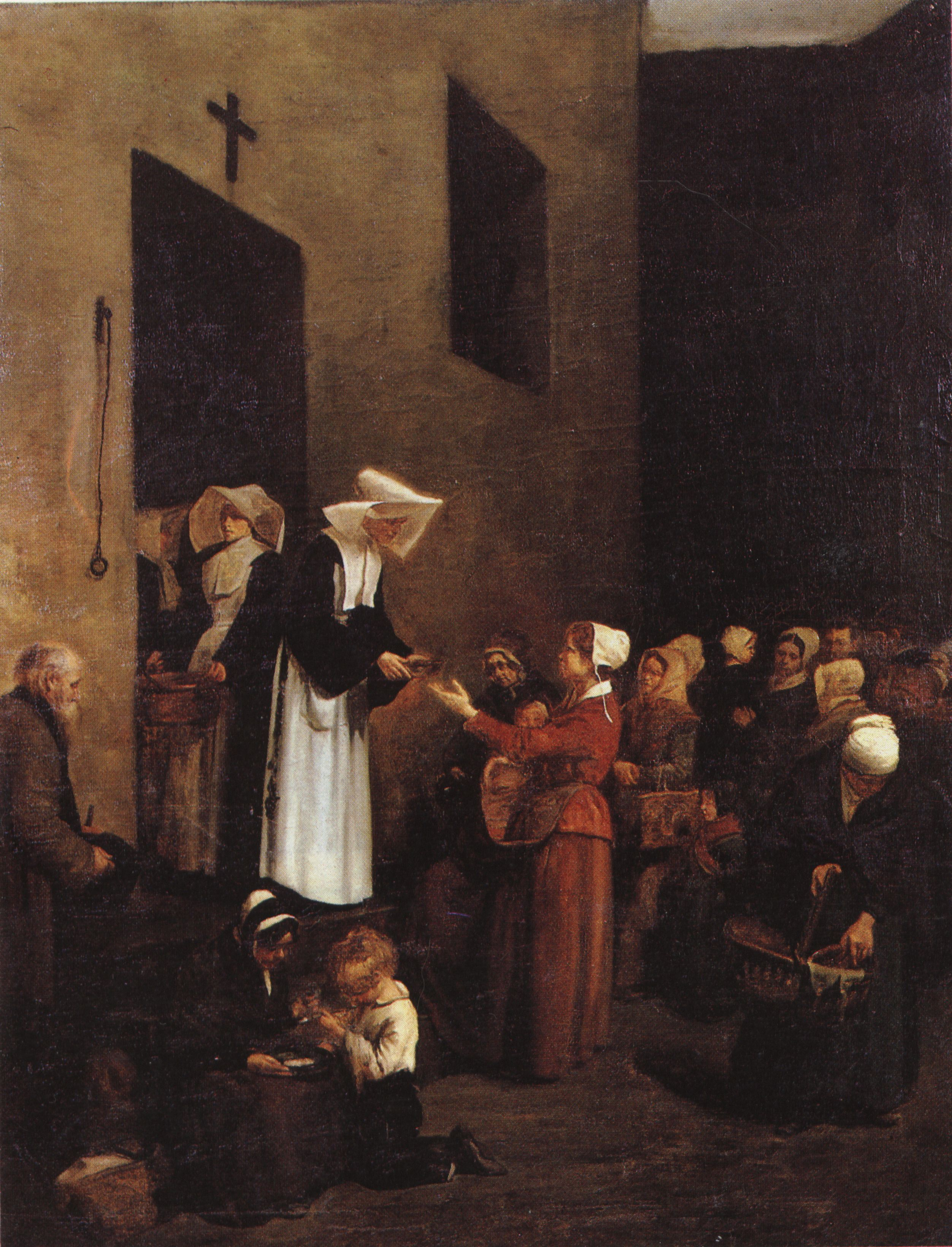
La Charité, par François Bonvin (1851). Musée Bernard-d'Agesci, Niort. Le tableau met en scène un couvent des Filles de la charité.

Le mot « charité », dans son sens religieux initial, est associé à l'idée de transcendance.

La charité est la vertu théologale par laquelle on aime Dieu par-dessus toute chose pour lui-même, et son prochain comme soi-même pour l’amour de Dieu. Comme les deux autres vertus théologales, elle relève de la grâce, car elle est " infusée par Dieu dans l'âme des fidèles pour les rendre capables d'agir comme ses enfants"; en outre elle est le gage de la présence et de l'action du Saint Esprit dans l'âme . Jésus a fait de la charité un commandement : " Voici mon commandement: Aimez -vous les uns les autres comme je vous ai aimés " (Jean 15, 12). La Charité assure et purifie la puissance humaine d’aimer et l’élève à la perfection surnaturelle de l’amour divin. Paul de Tarse en a donné une définition dans la Première épître aux Corinthiens, : « La charité prend patience, la charité rend service, elle ne jalouse pas, elle ne plastronne pas, elle ne s’enfle pas d’orgueil, elle ne fait rien de laid, elle ne cherche pas son intérêt, elle ne s’irrite pas, elle n’entretient pas de rancune, elle ne se réjouit pas de l’injustice, mais elle trouve sa joie dans la vérité. Elle excuse tout, elle croit tout, elle espère tout, elle endure tout. […] Les trois demeurent : la foi, l’espérance et la charité. Mais la charité est la plus grande. » (I Co. 13, 1-7. 13). Supérieure à ces deux vertus, elle constitue le « lien de la perfection ».Thomas d'Aquin estime qu'elle est la forme suprême de toutes les vertus théologales en commentant ce verset de Paul. C’est aussi ce qu’affirme Blaise Pascal qui attribue à l’ordre de la charité un caractère surnaturel : 

« La distance infinie des corps aux esprits figure la distance infiniment plus infinie des esprits à la charité ; car elle est surnaturelle. […] Tous les corps ensemble, et tous les esprits ensemble, et toutes leurs productions, ne valent pas le moindre mouvement de charité. Cela est d’un ordre infiniment plus élevé. »

— Blaise Pascal, Pensées, frag. Léon Brunschvicg 793.
Au XIIe siècle, se généralise la notion de pauvreté volontaire (paupertas spontanea), adoptée par les moines dans le souci d'une vie apostolique fondée sur l’imitation du Christ et le respect des pauvres considérés comme des reflets de l’image de Jésus. La charité constitue l’une des questions philosophiques centrales à partir du XIIe siècle : Bernard de Clairvaux, Ælred de Rievaulx, Guillaume de Saint-Thierry, Richard de Saint-Victor ou encore Pierre de Blois y consacrent d’amples réflexions.
Cette réflexion théorique aboutit à une classification des œuvres de miséricorde, codifiées au XIIe siècle : nourrir les affamés, désaltérer les assoiffés, vêtir les démunis, soigner les malades, visiter les prisonniers, enterrer les morts, selon ce que préconise l’Évangile en Mt. 25, 31-46. Ces six formes de don charitable représentent un devoir pour chaque chrétien, mais les ordres religieux s’en emparent jusqu’à s’en faire une règle pour certains. Ainsi, les Antonins, les Trinitaires, les frères du Saint Esprit et les Hospitaliers transforment la charité en une pratique d’assistance collective.

### Mise en pratique et évolution
La charité a connu de nombreuses déclinaisons au cours de l'histoire et selon les circonstances,. L'une de ses représentations dans la piété populaire est Martin de Tours partageant son manteau.
Puis sa mise en œuvre se déploie à partir du Moyen Âge, notamment sous l'impulsion des ordres mendiants tels que les franciscains, ou de personnalités princières tels que saint Louis.
Du Moyen Âge jusqu'au XIXe siècle, deux de ses aspects, santé et charité, sont étroitement associés, comme l'illustre l'action menée par Vincent de Paul, qualifié de « géant de la charité » et Louise de Marillac, fondant au début du XVIIe siècle les Filles de la Charité pour lutter contre la misère matérielle et spirituelle des campagnes, puis des villes. De son côté, l'Etat commence aussi à prendre des mesures.
Dans un contexte d'instabilité politique, le XIXe siècle témoigne de plusieurs évolutions, notamment l'accélération de la révolution industrielle et l'exode rural, ce qui conduit à la prise en compte de la question sociale, plus précisément de la propriété, et de la situation des ouvriers. L'encyclique Rerum novarum du pape Léon XIIIpose les fondements du catholicisme social, relayée par l'action de laïcs tels Frédéric Ozanam ou Albert de Mun. Vient ainsi le temps de l'assistance, tant dans la sphère chrétienne que dans la sphère étatique. L'action de la charité se structure différemment, de manière plus collective et moins individuelle (comme dans la transition du don à la soucription), y compris dans leur recensement. Un accent est aussi mis sur l'instruction.

Le célèbre Catéchisme de Pie X apporte en 1905 une définition de la charité :

« La Charité est une vertu surnaturelle, infuse par Dieu dans notre âme, par laquelle nous aimons Dieu pour lui-même par dessus toute chose et le prochain comme nous-mêmes pour l’amour de Dieu. »

### Représentations
Dans l'iconographie chrétienne, l'allégorie de la Charité est souvent une jeune femme allaitant des nourrissons.
Les peintres italiens de la Renaissance la représentent sous les traits d'une jeune femme donnant le sein à un vieillard décharné, ce qui correspond au thème de la charité romaine.
Pour Cesare Ripa, la charité tient à la main un cœur embrasé et des flammes, symbole de l'ardeur de son zèle, sortent de sa chevelure ; des enfants se pressent autour d'elle. Dans Le Triomphe de la chasteté de Piero della Francesca, le pélican nourrissant ses petits est également un attribut de la charité.

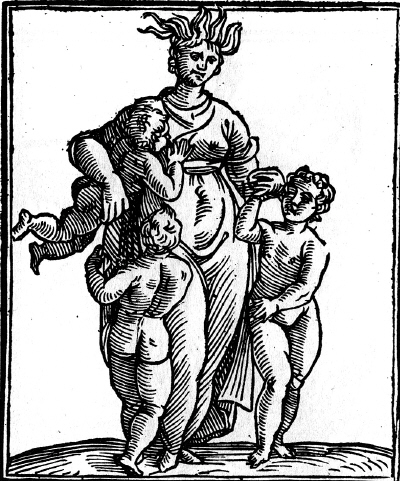
La Charité selon Cesare Ripa
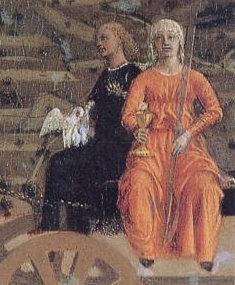
La Charité et la Foi dans le Triomphe de la chasteté, Piero della Francesca
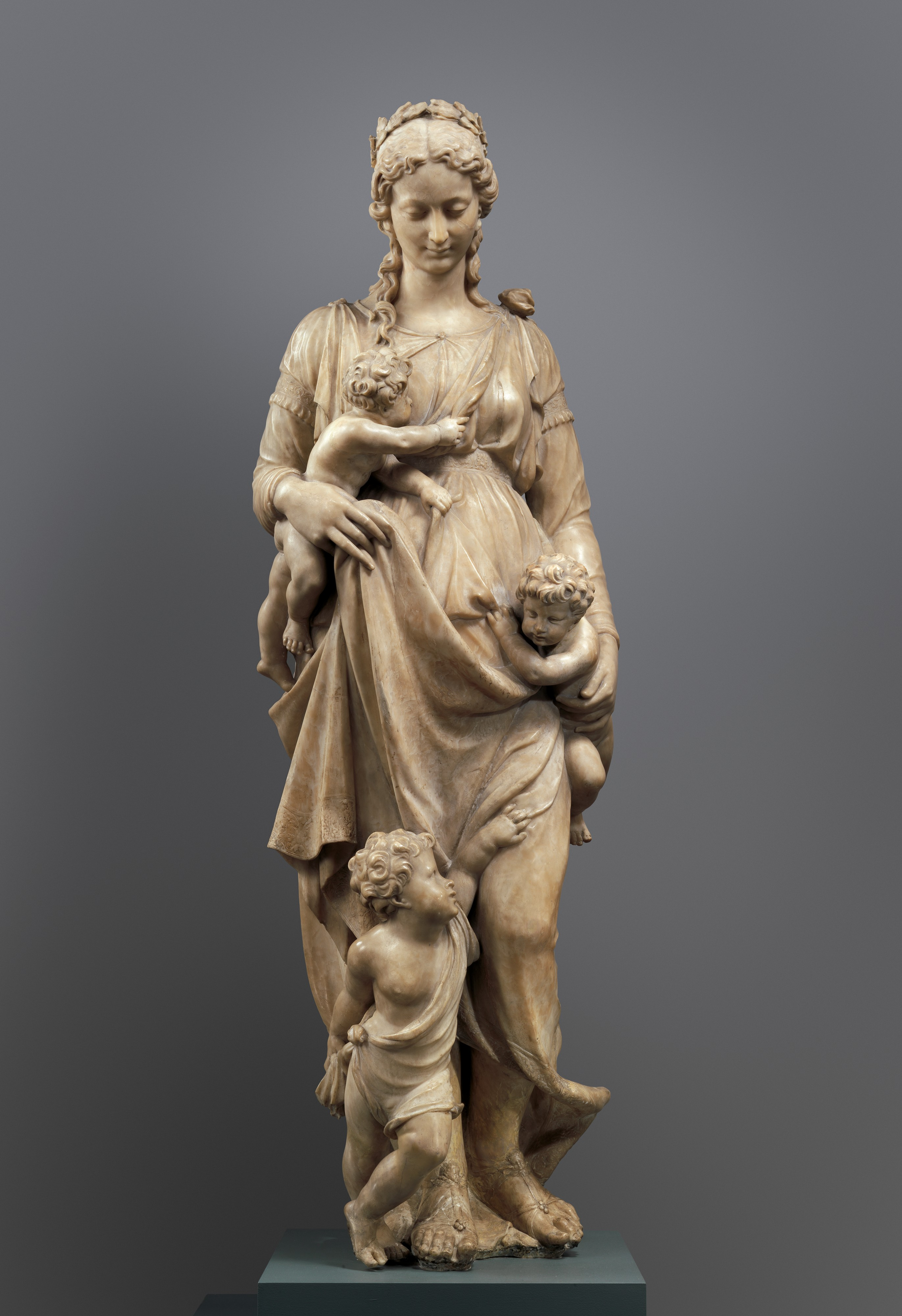
La Charité et ses enfants Metropolitan Museum of Art. Albâtre, France ou Pays-Bas, XVIe siècle
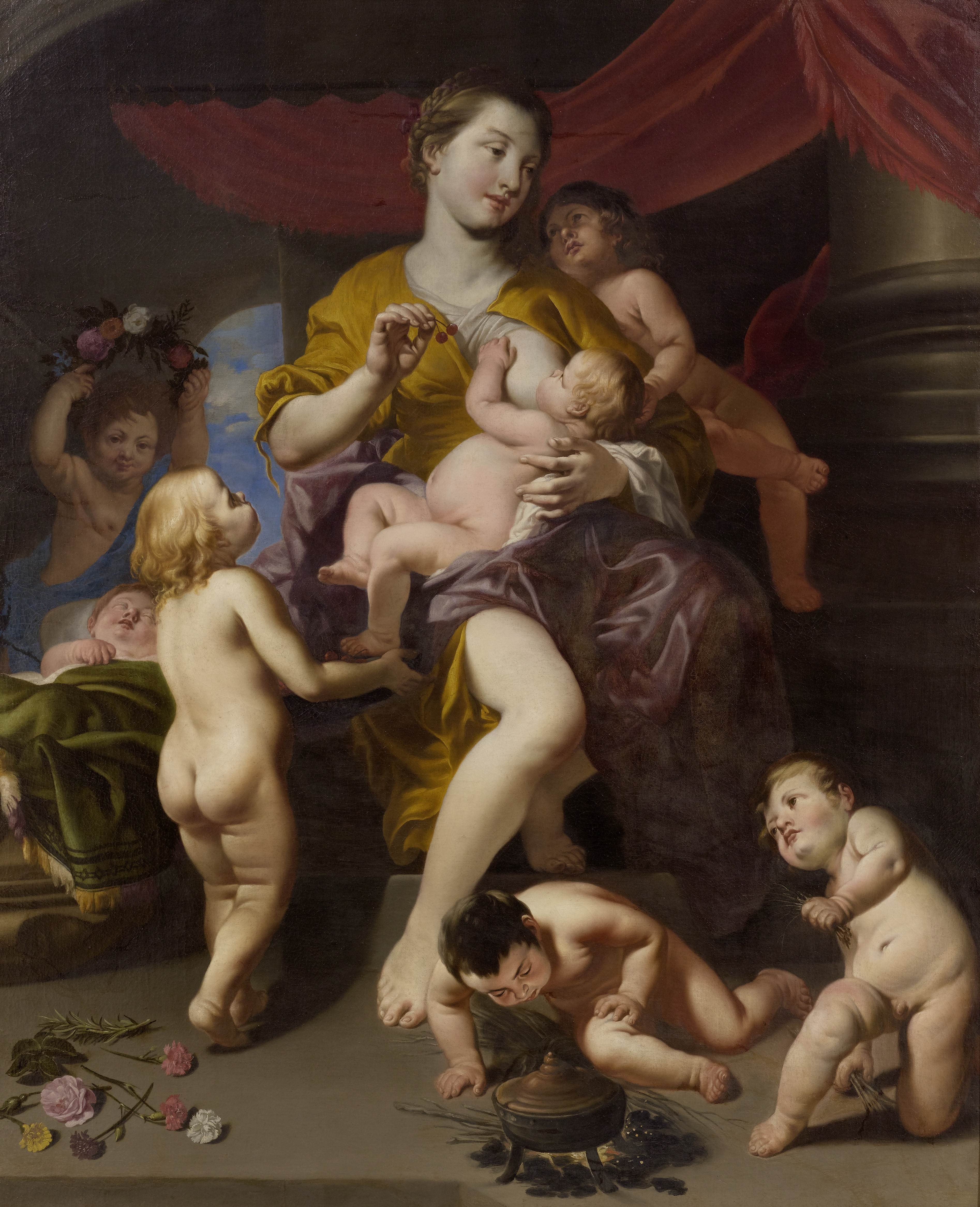
La Charité selon Cornelis Schut
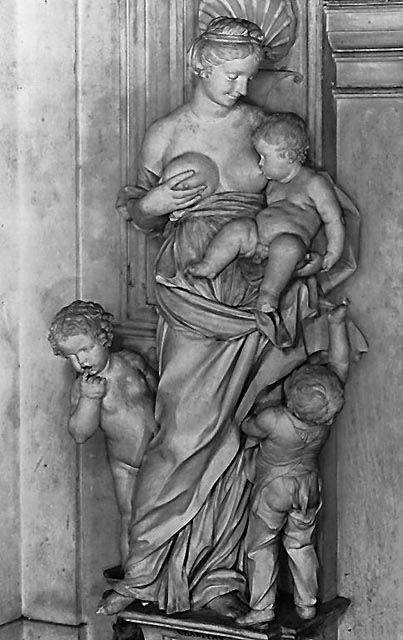
La Charité selon Giacomo Serpotta

## Hindouisme
La charité présente dans l’hindouisme et dans son livre la Bhagavad Gita au chapitre XVI verser 1-3. Ce principe à fortement inspiré l'idéal de charité de Gandhi pour qui manger à sa faim serait aussi important que l’indépendance de l'Inde.

## Bouddhisme
La charité bouddhisme insiste davantage que la charité chrétienne sur la compassion envers tout les êtres humains , végétaux et animaux.

## Ambiguïté du concept
La charité est parfois perçue comme une relation inégale impliquant une situation humiliante pour la personne aidée, et non comme un comportement social réellement bienveillant et utile, raison pour laquelle les Juifs écartent souvent ce terme au bénéfice d'autres.

#### Christianisme
- Confrérie de charité
- Hôpital de la Charité
- Hôtel-Dieu
- Maison-Dieu
- Agapé
- Association caritative
- Acte de charité

#### Religions non chrétiennes
- Zakât
- Tsedaka
- Dāna